# منظمة نقابات عمال فنلندا المركزية
منظمة نقابات فنلندا المركزية (بالفنلندية: Suomen Ammattiliittojen Keskusjärjestö, SAK ؛ بالسويدية: Finlands Fackförbunds Centralorganisation, FFC) أكبر اتحاد نقابة عمال في فنلندا. تصل أعداد أعضاء المنظمات المضوية فيها ما مجموعه أكثر من مليون عضو ، ما يمثل نحو خمس سكان البلاد.
اتحادا النقابات الفنلنديان الآخران منظمة الموظفين المركزية (STTK) وممثلية المهن الأكاديمية (AKAVA). أهم شريك التفاوض من الأولى للتمويل هو اتحاد الصناعات المركزي الذي يمثل أغلبية أرباب العمل الفنلنديين.